# Ustawa o kierujących pojazdami
Ustawa z dnia 5 stycznia 2011 r. o kierujących pojazdami – ustawa powstała w celu zmniejszenia liczby wypadków drogowych. Jej głównym zadaniem jest poprawa bezpieczeństwa na drogach oraz podniesienie kwalifikacji kierujących pojazdami. Zakres ustawy obejmuje sprawy regulowane dotychczas w ustawie Prawo o ruchu drogowym i aktach wykonawczych wydanych na jej podstawie.

## Zawartość ustawy o kierujących pojazdami
Ustawa o kierujących pojazdami składa się z 20 rozdziałów:
- Rozdział 1: Przepisy ogólne
- Rozdział 2: Osoby uprawnione do kierowania pojazdami
- Rozdział 3: Wydawanie prawa jazdy
- Rozdział 4: Szkolenie osób ubiegających się o uprawnienie do kierowania pojazdami
- Rozdział 5: Ośrodki szkolenia kierowców i inne podmioty prowadzące szkolenie
- Rozdział 6: Instruktorzy i wykładowcy
- Rozdział 7: Zajęcia dla osób ubiegających się o wydanie karty rowerowej
- Rozdział 8: Nadzór nad szkoleniem
- Rozdział 9: Sprawdzanie kwalifikacji i przeprowadzanie egzaminów państwowych
- Rozdział 10: Egzaminatorzy i inne osoby dokonujące sprawdzenia kwalifikacji
- Rozdział 11: Nadzór nad sprawdzaniem kwalifikacji
- Rozdział 12: Badanie lekarskie
- Rozdział 13: Badania psychologiczne
- Rozdział 14: Okres próbny
- Rozdział 15: Nadzór nad kierującym
- Rozdział 16: Wymagania w stosunku do kierujących pojazdami uprzywilejowanymi lub przewożącymi wartości pieniężne
- Rozdział 17: Szkolenie osób posiadających uprawnienia do kierowania pojazdem silnikowym
- Rozdział 18: Nadzór nad wykonywaniem zadań z zakresu ustawy
- Rozdział 19: Wymiana praw jazdy
- Rozdział 20: Zmiany w przepisach obowiązujących, przepisy przejściowe i końcowe.